# Castalia (Iowa)
Castalia é uma cidade localizada no estado americano de Iowa, no Condado de Winneshiek.

## Demografia
Segundo o censo americano de 2000, a sua população era de 175 habitantes.
Em 2006, foi estimada uma população de 158, um decréscimo de 17 (-9.7%).

## Geografia
De acordo com o United States Census Bureau tem uma área de
1,9 km², dos quais 1,9 km² cobertos por terra e 0,0 km² cobertos por água. Castalia localiza-se a aproximadamente 380 m acima do nível do mar.

## Localidades na vizinhança
O diagrama seguinte representa as localidades num raio de 20 km ao redor de Castalia.